# Manuel Carrasco
Manuel Carrasco Alonso (27 gennaio 1894 – ...) è stato un calciatore spagnolo, di ruolo difensore.

## Carriera

### Club
Ha vinto due Coppe di Spagna con il Racing de Irún (poi divenuto noto come Real Unión Irún dopo la fusione con l'altro club cittadino dell'Irún Sporting Club), nel 1913 e nel 1918; in seguito ha giocato anche con la Real Sociedad.

### Nazionale
Venne convocato nella nazionale spagnola che conquistò la medaglia d'argento ai Giochi olimpici di Anversa, nel corso della competizione non disputò nessuna partita

## Palmarès

### Club

#### Competizioni nazionali
- Coppa di Spagna: 2

Rácing de Irún: 1913,1918

### Nazionale
- Argento olimpico: 1

Anversa 1920